# 港北警察署
港北警察署（こうほくけいさつしょ）は、横浜市警察部隷下、第二方面に属する神奈川県警察が管轄する警察署の一つである。

## 概要
当署は警察署別の管内居住人口が神奈川県下で最も多い、およそ36万人が住む港北区全域の治安を担っており、その結果横浜市内の警察署の中では対処事案が最多。ゆえに年間を通じ数多くの特別捜査本部が立ち上がっている。署員数300名以上、県下有数の大規模警察署であり、署長には現場経験豊富な警視正が任命される。
管轄区域内には横浜の新都心である新横浜を抱え、横浜国際総合競技場や横浜アリーナなどの大規模な雑踏警備対象が多く存在するほか、東急東横線沿線には古くからの繁華街があり、多くの主要幹線道路が交差する交通の要所でもある（新横浜駅周辺は警察本部により歓楽街総合対策重点取締地区に指定されている）。
署内には機動捜査隊の港北分駐所や、管区機動隊も配備されているほか、新横浜駅構内には鉄道警察隊の新横浜分駐所が設置されている。上述のとおり、機動隊を運用しての大規模警備事案が多く発生するため、警備部門の体制強化が計られている。
庁舎老朽化のため、平成22年4月1日に現在地に新築した庁舎に移転した。新庁舎は地下に拳銃射撃場を備えている。
平成29年以降、繁華街等における街頭犯罪抑止対策のため、街頭防犯カメラを運用している、県下で数少ない警察署の一つ。
識別章所属表示はNF。

## 所在地
- 横浜市港北区大豆戸町680番地1
  - 最寄駅：東海道新幹線、JR横浜線、横浜市営地下鉄ブルーライン、東急新横浜線、相鉄新横浜線 新横浜駅

## 管轄区域
- 横浜市港北区
- 管轄面積：31.37km2

## 沿革
- 1967年4月1日 - 神奈川警察署より分署[2]。所管地域は港北区本庁管内とされ、同署より港北区の大綱・日吉・城郷・師岡地区を移管。またこのため、川和警察署より新田地区を移管するが、中川地区は地元の要請により引き続き川和警察署が受け持つ。
- 1969年10月1日 - 緑区を分区した事で、川和警察署より中川地区を移管
- 1994年11月6日 - 新設された都筑区も所管する事となり、緑警察署より都田地区、緑北警察署より荏田地区を移管
- 2000年5月1日 - 都筑警察署を分署。同署に都筑区を移管して所管は港北区のみとなる。
- 2010年4月1日 - 庁舎老朽化のため、大豆戸町508番地から大豆戸町680番地1に新築した庁舎に移転した。
- 2020年3月17日 - 日吉東交番を新設。

## 組織
- 署長（警視正）
- 副署長（警視）
- 地域担当次長（警視）
- 会計担当次長（警視相当職）
- 刑事兼生活安全担当次長（警視）
- 警備担当次長（警視）
- 警務課 - 警務係、住民相談係
- 留置管理課（平成28年度新設） - 管理係
- 会計課 - 会計係
- 生活安全課 - 防犯少年係、経済保安係
- 地域第一課 - 地域企画係、地域係
- 地域第二課 - 地域係
- 地域第三課 - 地域係

（警ら用無線自動車5台、小型警ら車3台）
- 刑事第一課 - 刑事総務係、強行犯係、盗犯係、鑑識係
- 刑事第二課 - 知能犯係、暴力犯係、薬物銃器対策係、国際犯係
- 交通課 - 交通総務係、交通捜査係、交通指導係
- 警備課 - 公安係、外事係、警備実施係、直轄警察隊

（11課体制）
※「神奈川県警察の組織に関する規則（昭和44年神奈川県公安委員会規則第2号）」を参考にした。

## 交番
- 菊名駅前交番（菊名四丁目1番5号）
- 大倉山交番（大倉山一丁目30番7号）
- 樽町交番（樽町一丁目26番18号）
- 綱島駅前交番（綱島西一丁目2番35号）
- 日吉本町交番（日吉本町四丁目11番12号）
- 日吉駅前交番（日吉二丁目1番4号）
- 日吉東交番（日吉五丁目11番6号）
- 下田交番（日吉本町六丁目24番10号）
- 吉田口交番（綱島西四丁目9番6号）
- 小机交番（小机町2534番地）
- 仲手原交番（仲手原二丁目1番6号）
- 菊名池交番（富士塚一丁目1番9号）
- 高田交番（高田東二丁目14番34号）
- 新羽駅前交番（新羽町1285番地1）
- 新横浜駅前交番（新横浜2丁目1番地5）

## 自動車ナンバー自動読取装置（Nシステム）
- 港北区大豆戸町（環状2号）
- 港北区菊名6丁目（環状2号）
- 港北区新横浜1丁目（環状2号）
- 港北区岸根町（環状2号）
- 港北区大倉山1丁目（県道2号）
- 港北区鳥山町（県道12号）
- 港北区新横浜2丁目（一般市道）

## 註
1. ↑  “神奈川の人口、９２３万７１２３人に ７月１日現在（カナロコ by 神奈川新聞）”. Yahoo!ニュース. 2022年7月31日閲覧。
2. ↑  「1948年3月7日　警察法の公布に伴い、自治体警察として横浜市警察が発足し、港北警察署を開設した」と港北区の公式ホームページなどに記されているが、横浜市警察において港北警察署が設けられた事実は無い。